# Erik Hedenquist
Nils Erik Oskar Hedenquist, född 2 januari 1999, är en svensk fotbollsspelare som spelar för IK Oddevold.

## Karriär

### Tidiga år
Hedenquist kommer från Partille och började spela fotboll i Partille IF som femåring. Som barn spelade han även handboll, men valde att satsa på fotbollen. Hedenquist gjorde A-lagsdebut i Partille IF under 2013. Han spelade 48 matcher och gjorde tre mål för klubben i division 4 mellan 2014 och 2016.

### Utsiktens BK
Inför säsongen 2017 gick Hedenquist till Utsiktens BK:s juniorlag. Hedenquist debuterade för A-laget som 18-åring den 10 juni 2017 i en 1–0-vinst över Landskrona BoIS, där han blev inbytt i den 85:e minuten mot Niklas Olsson. I november 2018 förlängde Hedenquist sitt kontrakt med ett år. I mars 2020 förlängde han återigen sitt kontrakt i klubben. Hedenquist gjorde två mål på 26 matcher i Ettan Södra 2020.

### Lindome GIF
I februari 2021 värvades Hedenquist av seriekonkurrenten Lindome GIF. Han gjorde ett mål på 23 matcher i Ettan Södra 2021.

### Landskrona BoIS
I mars 2022 värvades Hedenquist av Superettan-klubben Landskrona BoIS, där han skrev på ett treårskontrakt. Hedenquist gjorde sin Superettan-debut den 9 april 2022 i en 2–0-förlust mot Skövde AIK, där han blev inbytt i den 89:e minuten mot Jesper Strid.

### IK Oddevold
I januari 2025 värvades Hedenquist av Superettan-klubben IK Oddevold, där han skrev på ett treårskontrakt.